# Girdimançay
Girdimançay är ett vattendrag i Azerbajdzjan.   Det ligger i distriktet Kürdämir rayonu, i den centrala delen av landet, 140 km väster om huvudstaden Baku.
Trakten runt Girdimançay består till största delen av jordbruksmark. Runt Girdimançay är det ganska tätbefolkat, med 62 invånare per kvadratkilometer.